# Magic Bus: The Who on Tour
Magic Bus: The Who on Tour är ett musikalbum av den brittiska gruppen The Who, utgivet 1968 på bolaget Decca. Albumet gavs ut i USA efter gruppens framgång med singeln "Magic Bus". Det bestod mestadels av mindre kända spår från albumen A Quick One och The Who Sell Out. Även några A- och B-sidor från singlar var inkluderade. Albumet innehöll inga liveinspelningar som man kanske kan få för sig av namnet.
Trots att albumet var halvdant organiserat blev det en succé i USA och nådde 39:e plats på Billboardlistan.

## Låtlista
Låtar utan upphovsman skrivna av Pete Townshend.
| 1. | Disguises (mono)               |                | Ready Steady Who EP, 1966                      | 3:14 |
| 2. | Run Run Run (stereo)           |                | A Quick One, 1966                              | 2:44 |
| 3. | Dr. Jekyll and Mr. Hyde (mono) | John Entwistle | B-sida i Storbritannien till "Magic Bus", 1968 | 2:27 |
| 4. | I Can't Reach You (stereo)     |                | The Who Sell Out, 1967                         | 3:05 |
| 5. | Our Love Was, Is (stereo)      |                | The Who Sell Out                               | 3:09 |
| 6. | Call Me Lightning (mono)       |                | B-sida i Storbritannien till "Dogs", 1968      | 2:25 |

| 7.  | Magic Bus (Amerikansk stereoversion) |                                             | Singel                               | 3:21 |
| 8.  | Someone's Coming (mono)              | Entwistle                                   | B-sida i USA till "Magic Bus"        | 2:33 |
| 9.  | Doctor, Doctor (mono)                | Entwistle                                   | B-sida till "Pictures of Lily", 1967 | 3:02 |
| 10. | Bucket T (mono)                      | Don Altfeld, Roger Christian, Dean Torrence | Ready Steady Who                     | 2:11 |
| 11. | Pictures of Lily (mono)              |                                             | Singel                               | 2:43 |